# 皱叶安息香
皱叶安息香（学名：Styrax rugosus），为安息香科安息香属下的一个植物种。